# Нейрофиброматоз II типа
Нейрофиброматоз II (второго) типа (НФ2) — аутосомно-доминантное наследственное заболевание, которое наследуется или возникает спонтанно, характеризующееся образованием множественных доброкачественных опухолей, преимущественно шванном и менингиом, локализующихся в центральной нервной системе и по ходу периферических нервов. Несмотря на доброкачественную природу новообразований медикаментозного лечения этой болезни не существует, более того, пациенты вынуждены подвергаться многократным хирургическим вмешательствам по удалению опухолей, что рано или поздно приводит к глухоте и слепоте. Развитие заболевания связано с повреждением гена NF2. С мутациями в этом гене связано как образование спорадических шванном и менингиом по всему телу, так и развитие опухолей, на первый взгляд не связанных с нейрофиброматозом, например, злокачественных мезотелиом.

## Эпидемиология
Нейрофиброматоз II типа встречается у 1 из 50 тысяч новорожденных.

## Этиология
Ген НФ2 локализуется на длинном плече 22 хромосомы (22q12) и кодирует синтез супрессора опухолевого роста — белка мерлина или шванномина. Свойства и структура мерлина очень близки к трём гомологичным белкам — эзрину, радиксину и моэзину (откуда он и получил своё название Moezin Ezrin Radixin Like proteIN). Все эти белки функционируют как мембранные организаторы и обеспечивают в первую очередь построение и функционирование клеточного скелета (системы микротрубочек). Наибольшее значение данные белки имеют в регулировании пролиферации клеток нейроэктодермального происхождения.
Мутация одного кодирующего синтез мерлина гена НФ2 на клеточном уровне не проявляется, так как аллельный ген производит РНК для синтеза достаточного для нужд клетки белка. При его повреждении (в «результате второго генетического события») синтез нормального мерлина в клетке прекращаеся, динамическое равновесие регуляции роста смещается в сторону пролиферации и возникает доброкачественный опухолевый рост.

## Клиническая картина
Возникающие при нейрофиброматозе II типа опухоли — доброкачественные, но более биологически агрессивные по сравнению с новообразованиями при нейрофиброматозе I типа. Вероятность развития ассоциированных злокачественных опухолей у больных с НФ2 увеличивается незначительно.

## Диагностика
Абсолютным диагностическим критерием НФ2 являются двусторонние невриномы VIII нерва. Также диагноз НФ2 устанавливается при определении у больного, имеющего прямого родственника с данным заболеванием, либо односторонней невриномы VIII нерва, либо сочетания двух или более следующих признаков:
- нейрофибромы
- менингиомы (одна или несколько)
- глиомы (одна или несколько)
- шванномы, включая спинальные (одна или несколько)
- ювенильная задняя субкапсулярная лентикулярная катаракта или помутнение хрусталика

Пятна цвета «кофе с молоком» наблюдаются примерно у 80 % больных НФ2, но диагностического значения не имеют.

## Лечение
По мнению некоторых авторов, лечение больных с НФ2 должно проводиться бригадой специалистов, включающей невролога, нейрохирурга, отоларинголога, окулиста, радиохирурга и генетика.
При двусторонних невриномах и сохранном слухе, лечение рекомендуется начинать с опухоли меньшего размера, при снижении слуха — со стороны лучше слышащего уха. Если после полного удаления опухоли слух с этой стороны сохраняется удовлетворительным, то следует удалять другую опухоль. Если слух сохранить не удалось, в отношении остающейся невриномы рекомендуется выжидательная тактика, при нарастании симптоматики — частичное удаление опухоли (в связи с высоким риском развития глухоты).
Если не связанные с НФ2 невриномы и нейрофибромы только смещают слуховой нерв, то при НФ2 опухоль в виде виноградных гроздьев часто распространяется между волокнами 8 нерва, что затрудняет сохранение слуха у этих больных. Также при НФ2 затруднено отделение опухоли и от других черепных нервов, в первую очередь — от лицевого.
При наличии других внутричерепных новообразований, показано их хирургическое удаление, если это позволяют локализация и размеры образования, или проведение радиохирургического лечения.
Будущее данной проблемы многим авторам видится в следующем — расшифровка гена НФ2 и транскрипция белка мерлина, с последующим введением его пациентам с НФ2.